# Centochiodi
Centochiodi is een Italiaanse dramafilm uit 2007 onder regie van Ermanno Olmi.

## Verhaal
Een jonge professor aan de universiteit van Bologna is betrokken bij een netelige kwestie. Daardoor zal hij de universiteit moeten verlaten. Hij reist naar de Povlakte om er een oude ruïne te bestuderen. Hij maakt er ook kennis met nieuwe vrienden. Door bewust verbinding te zoeken met echte mensen ontsnapt hij aan de benauwde wereld van zijn boeken.

## Rolverdeling
| Acteur                  | Personage          |
| ----------------------- | ------------------ |
| Raz Degan               | Professor          |
| Luna Bendandi           | Bakker             |
| Andrea Lanfredi         | Postbode           |
| Amina Syed              | Studente           |
| Carlo Faroni            | Zwijger            |
| Luigi Galvani           | Visser             |
| Enrico Molinari         | Bewuste            |
| Giuseppe Pivanti        | Misdienaar         |
| Giovanni Ponti (acteur) | Gianni             |
| Pino Ponti              | Ortolano           |
| Gino Rizzati            | Ondeugende         |
| Angela Fornaciari       | Beniamina          |
| Ettore Viani            | Onschuldige        |
| Franco Seroni           | Dienstbode         |
| Yuri Dini               | Fotografiestudent  |
| Roberta Marrelli        | Openbare aanklager |
| Bruno Tabacchi          | Decaan             |
| Tommaso Mancini         | Luitenant-kolonel  |
| Giovanni Marconi        | Majoor             |
| Paolo Pattuelli         | Soldaat            |
| Artorige Sicurtà        | Kanselier          |
| Barbara Bertoni         | Luitenant          |
| Sergio Scorza           | Portier            |
| Marta Bortolotti        | Marta              |
| Adelina Lui             | Vrouw              |
| Francesca Comuni        | Vrouw              |
| Alice Ferrari           | Verloofde          |
| Mariagrazia Gnecchi     | Vrouw              |
| Maria Grazia Guerrieri  | Bakker             |
| Bruna Marocchi          | Dichteres          |
| Ylenia Mezzani          | Herbergierster     |
| Elia Capelli            | Pistacchio         |
| Giovanni Pretto         | Banana             |
| Matteo Valentini        | Vriend             |
| Andes Marighella        | Guido              |
| Sabrina Soriani         | Vrouw              |
| Tranquillo Stabili      | Allesweter         |
| Lando Vezzali           | Accordeonist       |
| Valentino Zani          | Gitarist           |
| Renzo Marchi            | Slagwerker         |
| Adriana Roversi         | Zangeres           |
| Andrea Pozzi            | Accordeonist       |
| Roberta Bacchi          | Bewaker            |
| Bruno Bardini           | Bewaker            |
| Italo Giannelli         | Technicus          |
| Roberto Mantovani       | Technicus          |
| Rosario Sasso           | Technicus          |
| Gianluigi Spadini       | Technicus          |
| Carlo Beltrami          | Visser             |
| Michele Zattara         | Bisschop           |